# 18809 Мейлеавертц
18809 Мейлеавертц (18809 Meileawertz) — астероїд головного поясу, відкритий 12 травня 1999 року.
Тіссеранів параметр щодо Юпітера — 3,514.